# محمد بن أحمد بن أبي يوسف الهروي
أبو سعد محمد بن أحمد بن أبي يوسف الهروي (- 488هـ/1095م) قاضٍ وفقيه شافعي.
من أهل هراة، وهو تلميذ القاضي أبي عاصم العبادي قاضي همدان، وشرح كتابه «أدب القضاء» في كتاب «الإشراف على غوامض الحكومات». قال ابن هداية الله: وهو شرح مفيد، بالغ الروياني في الاعتماد عليه.
تولى قضاء همدان، وقُتل شهيداً مع ابنه في جامع همذان.